# Апциаури, Мамука (1969)
Мамука Апциаури (груз. მამუკა აფციაური; 9 октября 1969, Тбилиси — 1992) — советский и грузинский футболист, полузащитник.
Воспитанник футбольной школы «Юный динамовец» Тбилиси, тренер Б. Сичинава. С 1986 года — в составе «Динамо» Тбилиси, в 1987—1989 годах в чемпионате СССР провёл 15 матчей. Играл в полуфинале Кубка СССР 1988/89 — в домашнем матче против «Днепра» (1:2) на 87-й минуте заменил Кавелашвили, вышедшего на замену за три минуты до этого. В конце сезона 1989 года провёл четыре матча, забил три мяча за команду первой лиги «Динамо» Батуми. В чемпионате Грузии играл за клубы «Горда» Рустави (1990), «Гурия» Ланчхути (1991—1991/92), в сезоне 1992/93 сыграл один матч за «Алазани» Гурджаани.
По словам Омари Тетрадзе, Апциаури закончил играть из-за отсутствия характера; скончался в возрасте 22 — 23 лет.
На статистических сайтах указано, что Мамука Апциаури после перерыва в несколько лет играл за «Самгурали» Цхалтубо (1998/99, финалист Кубка Грузии) и ФК «Ереван» (1999). По информации с forum.ge это два разных футболиста; Апциаури, игравший на рубеже 1980-х — 1990-х годов, действительно скончался и был старшим братом Торнике Апциаури.